# Candalides caerulea
Candalides caerulea är en fjärilsart som beskrevs av Johannes Karl Max Röber. Candalides caerulea ingår i släktet Candalides och familjen juvelvingar. Inga underarter finns listade i Catalogue of Life.